# Гарпо Маркс
Артур «Гарпо» Маркс (англ. Arthur "Harpo" Marx, справжнє ім'я — Адольф Маркс (англ. Adolph Marx), 23 листопада 1888 — 28 вересня 1964) — американський комедійний актор, мім та музикант, член відомої акторської групи братів Маркс. Його комедійний стиль базувався на традиціях клоунади та пантоміми. Звичайно носив кучеряву руду перуку та ніколи не розмовляв під час виступів. Часто використовував реквізит, наприклад, тростину, ріг, також грав на арфі в більшості його фільмів.

## Біографія

### Ранні роки
Адольф Маркс народився в 1888 році в Нью-Йорку другою дитиною в сім'ї єврейських іммігрантів з Ельзасу (батько) і Німеччини (мати). Хлопчик виріс малоосвіченим, бо досить рано змушений був залишити школу через часті нападки однолітків: для своїх років він був досить маленького росту, а також був єдиним євреєм в класі. Як і його брати, він став перебиватися випадковими заробітками, будь то робота в м'ясній крамниці або підробіток піаністом в борделі. Своє сценічне ім'я отримав під час карткової гри, коли той, хто здає карти назвав його «Harpo» через уміння грати на арфі (англ. harp). Арфу йому подарувала мати. Тримати інструмент належним чином Гарпо навчився по знайденому зображенню ангела, що грає на арфі. Інструмент був налаштований їм на слух самостійно.
До 1911 року він вже змінив своє ім'я з Адольфа на Артур. Це було пов'язано з тим, що він недолюблював попереднє ім'я і ніяк чином не пов'язано із тим, що Гарпо уникав асоціацій з Гітлером, як згодом стверджували чутки.

### Кінокар'єра
Гарпо дебютував в кіно в 1921 році в нині загубленому фільмі «Humor Risk», а через чотири роки зіграв у комедії «Занадто багато поцілунків». Одним з перших широко відомих фільмів актора, у якому він знявся зі своїми братами, стала стрічка «Кокосові горішки», випущена в 1929 році. З настанням Великої депресії Гарпо і брати, попри власні фінансові проблеми, все ж продовжували отримувати фінансування: так, наприклад, в 1930 році світ побачила відома кінострічка «Знищувачі тварин» (1930). В перервах між зніманнями Гарпо з братами виступав на Бродвеї.
Хоча персонажі Гарпо були, як правило, «німими», існують і виключення. Так в одній зі сцен фільму «В цирку» (1939), його герой чхає, після чого вимовляє Апчхи! (англ. "At-choo!"). Також його персонаж співає разом зі своїми братами в початковій сцені стрічки 1931 «Безглузда робота».
Після вступу США в Другу світову війну Гарпо колесив по світу, розважаючи солдат власними виступами. Він продовжував зніматися в кіно і зіграв у таких фільмах, як «На захід» (1940) і «Універмаг» (1941). 1949 року світ побачила кінокомедія «Щаслива любов», фабула якої будувалася на власному оповіданні Гарпо. З'являвся він і на телебаченні, знявшись у ряді телесеріалів.

### Амплуа
Персонажі, виконувані Гарпо, зазвичай носять кучеряву руду перуку, а також практично ніколи не говорять. Пояснення подібної мовчазності його героїв відсилає до ранніх років кар'єри коміка, коли Гарпо з братами виступав у водевілях. Рідний дядько братів, Аль Шин, не включив в сценарій, написаний спеціально для комік-трупи, ніяких розмовних сцен для Гарпо, мотивуючи це тим, що акторові прекрасно вдається пантоміма. Проте у результаті Гарпо наполіг на тому, що його персонаж не буде німим. Після виступу, що відбувся в Шампейні (Іллінойс), він отримав ряд відгуків про свою гру, в яких критики позитивно висловлювалися про його міміку, однак також вказували на недоречність наявності сцен з промовою у його героя, які, на їх думку, лише псували загальне враження від створеного ним образу. Відтоді Гарпо не вимовив ні слова, ні на сцені, ні перед камерою.
Існує також легенда, розказана Граучо Марксом, яка говорить, що граючи в одному з театрів, брати розійшлися з управляючим в питанні про суму їхнього заробітку. У підсумку необхідна сума ними все ж була отримана, але виплачена вона була мішками з дріб'язком, які спізнюються на потяг братам довелося тягнути на собі. Наостанок Гарпо крикнув, що бажає театру згоріти дотла. Що й сталося наступної ночі. Граучо зазначав, що відтоді голос Гарпо, як і сокиру за лаштунками кожного театру, використовується лише в надзвичайних ситуаціях.

### Особисте життя
У вересні 1936 року Гарпо одружився з актрисою Сьюзен Флемінг. На відміну від інших братів, його шлюб виявився довічним. У сімейної пари було четверо дітей: Білл, Алекс, Джиммі і Мінні.

### Смерть
Гарпо Маркс помер 28 вересня 1964 у 75 років після операції на відкритому серці, що відбулася після серцевого приступу. Незадовго до цього, в 1961 році, він випустив автобіографію «Говорить Гарпо» (англ. Harpo Speaks).

## Вибрана фільмографія
| Рік       |   | Українська назва          | Оригінальна назва     | Роль                |
| --------- | - | ------------------------- | --------------------- | ------------------- |
| 1921      | ф |                           | Humor Risk            | Вотсон              |
| 1925      | ф | Занадто багато поцілунків | Too Many Kisses       | Сільський Пітер Пен |
| 1929      | ф | Кокосові горішки          | The Cocoanuts         | Гарпо               |
| 1930      | ф | Знищувачі тварин          | Animal Crackers       | Професор            |
| 1931      | ф | Мавпячі витівки           | Monkey Business       | Гарпо               |
| 1932      | ф | Кінне пір'я               | Horse Feathers        | Пінкі               |
| 1933      | ф | Качиний суп               | Duck Soup             | Пінкі               |
| 1935      | ф | Ніч в опері               | A Night at the Opera  | Томассо             |
| 1937      | ф | День на скачках           | A Day at the Races    | Стіффі              |
| 1938      | ф | Обслуговування номерів    | Room Service          | Енгланд             |
| 1939      | ф | В цирку                   | At the Circus         | Панчі               |
| 1940      | ф | На захід                  | Go West               | Расті Панело        |
| 1941      | ф | Універмаг                 | The Big Store         | Веккі               |
| 1946      | ф | Ніч в Касабланці          | A Night in Casablanca | Роско               |
| 1949      | ф | Щаслива любов             | Love Happy            | Гарпо               |
| 1957—1961 | с | Ставка — життя            | You Bet Your Life     | Гарпо               |
| 1957      | ф | Історія людства           | The Story of Mankind  | Ісаак Ньютон        |